# Hetereleotris zonata
Hetereleotris zonata és una espècie de peix de la família dels gòbids i de l'ordre dels perciformes.

## Morfologia
Els mascles poden assolir els 6,5 cm de longitud total.

## Distribució geogràfica
Es troba a l'Aràbia Saudita, el Pakistan, l'Índia, Sud-àfrica, Maurici i, probablement també, a les Seychelles.